# Isaija I Đaković
Isaija Đaković o Isaija I (1635, Inđija - 20 de julio de 1708, Viena) fue un monje serbio. En 1708 fue elegido para el rango de Metropolitano de Krušedol en 1708. Isaija es mejor recordado por sus dotes diplomáticos. Fue sucedido por Sofronije Podgoričanin.

## Biografía
Đaković nació en el pueblo de Grabovac, ubicado en el actual municipio de Inđija en el distrito de Sirmia de Serbia. Se graduó de la escuela primaria y el seminario teológico. Se casó antes de ser nombrado sacerdote. Su esposa murió prematuramente y él lo entregó todo por Cristo y aceptó el monaquismo en el monasterio de Krušedol.
Más tarde, como monje educado que hablaba un alemán perfecto, fue elevado al rango de obispo de Ineu. En Belgrado, en 1690, el patriarca Arsenije III Čarnojević recibió una "carta de invitación" de Leopoldo I para estar bajo su protección a cambio de que los serbios permanecieran en su tierra y dieran, "según sus circunstancias, los alimentos necesarios y otros suministros a los ejércitos imperiales en el campo de batalla ". En ese momento, los Habsburgo-austríacos necesitaban guerreros capacitados para sobrevivir como imperio. La prolongada y tediosa Gran Guerra Turca estaba empezando a agotar gran parte de su capital y recursos. 
Desafortunadamente, la invitación imperial llegó tres meses después de su redacción, planteando la posibilidad de un éxodo de la población serbia de la Vieja Serbia, ahora que el equilibrio de poder se inclinó hacia el lado turco. Con la invitación y el éxodo que se avecinaba, la Asamblea Popular se reunió en Belgrado ese verano de 1690 a instancias del patriarca Arsenije III. Después de largas discusiones, la gente decidió aceptar la oferta de protección del Emperador e Isaija Đaković fue nombrado negociador principal en las próximas conversaciones de Viena. 
La tarea de Isaija consistía en realizar las modificaciones necesarias a la invitación inicial. Dado que la carta no se dirigía a la actual población serbia que vivía en Austria y Hungría desde la época de la Edad Media, entonces, ¿cómo podría la nueva ola de colonos serbios esperar plantar sus raíces sin garantías? Por supuesto, la carta del Emperador necesitaba un texto complementario para abordar el tema por el bien de la futura existencia de los serbios en el Imperio. La decisión de la Asamblea fue corregir el documento que se conoció como 'Privilegios'. El trabajo de Isaija era asegurarse de que "la autonomía de la iglesia y la jurisdicción del patriarca fuera idéntica a la situación que había tenido bajo el sultán antes de la guerra". 
El patriarca Arsenije y su negociador, el obispo Đaković, sabían muy bien que Leopoldo se había apropiado de todas las antiguas tierras serbias al norte de los ríos Sava y Danubio para su Imperio, sin autonomía eclesiástica ni jurisdicción para el patriarca. El obispo Isaija luego fue a Viena y se reunió con Đorđe Branković, quien para entonces estaba bajo supervisión civil y vivía en un asilo. Juntos, el obispo Isaija y el conde Branković redactaron demandas específicas como suplementos a los privilegios para la próxima Asamblea de Belgrado (18 de junio de 1690) y el 21 de agosto de 1690, el patriarca Arsenije recibió del emperador Privilegios con un nuevo texto que había solicitado. en nombre de su pueblo. En Privilegios, los serbios eran una nación reconocida en la Monarquía de los Habsburgo, dándoles garantías religiosas y políticas con la condición de que permanezcan leales a la corona y defiendan el imperio. En 1912, dos años antes de la Gran Guerra, se abolieron los privilegios serbios.
Las largas negociaciones incluyeron la presentación del primer borrador de Privilegios al representante patriarcal, quien señaló que algunos cambios esenciales debían realizarse principalmente en parte con respecto a la jurisdicción de la Iglesia Ortodoxa sobre los serbios que ahora vivían en territorios. ocupada por Hungría y los que vivían en Croacia. Este cambio en los 'Privilegios' siempre se pensó que era la mayor victoria diplomática de Isaija Đaković sobre la corte imperial de los Habsburgo. 
Mediante una proclamación de Leopoldo I, emperador del Sacro Imperio Romano Germánico, el 21 de agosto de 1691, el monasterio de Grgeteg fue entregado a Isaija Đaković, junto con el pueblo de Neradin y las tierras áridas de Brankovci . En 1708, el Consejo Nacional de la Iglesia en Krušedol solicitó la elección de Isaija Đaković como metropolitano y el establecimiento de un centro de impresión para las necesidades del pueblo serbio y de la iglesia. 
El metropolitano Isaija murió repentinamente ese mismo año, y el obispo Stevan Metohijac de la Eparquía de Bačka asumió las responsabilidades mundanas del metropolitano hasta que el Sínodo se convocó para elegir al metropolitano Sofronije Podgoričanin como sucesor de Isaija en 1710.